# سنت مارتینویل (لوئیزیانا)
سنت مارتینویل (به انگلیسی: St. Martinville) شهری در ایالت لوئیزیانا کشور ایالات متحده آمریکا است که جمعیت آن در سرشماری سال ۲۰۱۰ میلادی، ۶٬۱۱۴ نفر بوده‌است.